# Oecanthus fultoni
El grillo arbóreo de la nieve (Oecanthus fultoni) es una especie de grillo arbóreo de América del Norte. Antes de 1960, a esta especie se le llamó erróneamente Oecanthus niveus.